# Megachile squalens
Megachile squalens är en biart som beskrevs av Alexander Henry Haliday 1836. Megachile squalens ingår i släktet tapetserarbin, och familjen buksamlarbin. Inga underarter finns listade i Catalogue of Life.